# Lijst van rijksmonumenten in Onnen
De plaats Onnen telt 11 inschrijvingen in het rijksmonumentenregister. Hieronder een overzicht. 
| Object                                                                           | Oorspronkelijke functie?  | Bouwjaar                                                      | Architect                                                           | Locatie               | Coördinaten?                  | Nr.?   | Afbeelding                                                                       |
| -------------------------------------------------------------------------------- | ------------------------- | ------------------------------------------------------------- | ------------------------------------------------------------------- | --------------------- | ----------------------------- | ------ | -------------------------------------------------------------------------------- |
| Kleine boerderij onder doorgaand en aan een zijde doorlopend zadeldak            | Boerderij                 |                                                               |                                                                     | Dorpsweg 2            | 53° 9' 41" NB, 6° 38' 16" OL  | 20300  | Meer afbeeldingen                                                                |
| Keuterij van het Westerwoldse type met bakhuis                                   | Boerderij                 |                                                               |                                                                     | Gieselgeer 3          | 53° 9' 0" NB, 6° 38' 5" OL    | 20302  | Meer afbeeldingen                                                                |
| Keuterij van het Westerwoldse type                                               | Boerderij                 |                                                               |                                                                     | Zuidveld 10           | 53° 8' 44" NB, 6° 38' 56" OL  | 20303  | Meer afbeeldingen                                                                |
| De Biks                                                                          | Industrie- en poldermolen | 1857 1939 (herst.) 1969 (rest.) 1978-'79 (rest.) 2001 (rest.) | H. ten Have Dijk en Alserda (1969) Bremer (1978-'79) Dunning (2001) | bij Noorderhooidijk 2 | 53° 10' 23" NB, 6° 39' 38" OL | 20304  | Meer afbeeldingen                                                                |
| Dwarshuisboerderij in eclectische stijl                                          | Boerderij                 | 1903                                                          |                                                                     | Dorpsweg 55           | 53° 9' 14" NB, 6° 38' 34" OL  | 513795 | Upload foto                                                                      |
| Stookhut                                                                         | Boerderij                 | 1903                                                          |                                                                     | bij Dorpsweg 55       | 53° 9' 14" NB, 6° 38' 34" OL  | 513796 | Upload foto                                                                      |
| Pompgebouw in een stijl verwant aan de Delftse School                            | Handel en kantoor         | 1934 1950 (uitbr.)                                            | A.R. Wittop Koning                                                  | Waterleidingweg 8     | 53° 9' 5" NB, 6° 40' 26" OL   | 513823 | Pompgebouw in een stijl verwant aan de Delftse School                            |
| Dienstwoning voor de tweede machinist in een stijl verwant aan de Delftse School | Dienstwoning              | 1934                                                          |                                                                     | bij Waterleidingweg 6 | 53° 9' 6" NB, 6° 40' 29" OL   | 513824 | Dienstwoning voor de tweede machinist in een stijl verwant aan de Delftse School |
| Dienstwoning voor de eerste machinist in een stijl verwant aan de Delftse School | Dienstwoning              | 1934                                                          |                                                                     | bij Waterleidingweg 4 | 53° 9' 3" NB, 6° 40' 20" OL   | 513825 | Dienstwoning voor de eerste machinist in een stijl verwant aan de Delftse School |
| Filtergebouw in gewapend beton en rode baksteen, afgedekt met aarde en gras      | Nutsbedrijf               | 1943                                                          |                                                                     | bij Waterleidingweg 8 | 53° 9' 5" NB, 6° 40' 26" OL   | 513826 | Filtergebouw in gewapend beton en rode baksteen, afgedekt met aarde en gras      |
| Gorechtse boerderij in ambachtelijk-traditionele stijl                           | Boerderij                 | 1910 (herb. na brand)                                         |                                                                     | Zuidveld 11           | 53° 8' 51" NB, 6° 38' 50" OL  | 513867 | Upload foto                                                                      |